# Oberwil im Simmental
Oberwil im Simmental es una comuna suiza del cantón de Berna, situada en el distrito administrativo de Frutigen-Niedersimmental. Limita al norte con las comunas de Guggisberg y Rüschegg, al este con Därstetten, al sur con Diemtigen y al oeste con Boltigen y Plaffeien (FR).
Hasta el 31 de diciembre de 2009 situada en el distrito de Niedersimmental. La comuna está compuesta por las localidades de Bunschen, Pfaffenried y Waldried.